# Les Larmes de l'idole
Pour plus de détails, voir Fiche technique et Distribution.
Les Larmes de l'idole (hangeul : 우상의 눈물 ; RR : Usang-ui nunmul ; litt. « Larmes d'idole ») est un film sud-coréen réalisé par Im Kwon-taek et sorti en 1982.
Il s'agit de l'adaptation du roman éponyme de Jeon Sang-guk, publié en 1980.

## Synopsis
Le professeur principal, Kwon Dal-ho, qui veut faire de sa classe la meilleure de toute l'école. Ses élèves à problèmes sont assignés à la classe 8, troisième année : Yoo-dae devient délégué de classe et Ki-pyo, le chef assigné à la classe 8, est une frayeur pour ses camarades. Ce dernier, malgré ses ambitions, cherche à se venger d'un élève d'une autre école, celui qui a battu un gars de son groupe, mais finit par se faire du mal et être hospitalisé. Hye-won, sa petite amie, supplie Kwon Dal-ho de calmer Ki-pyo avant de partir. Yoo-dae est accidentellement amoché par Ki-pyo. Ki-pyo, désormais expulsé de la classe 8, est furieux de l'hypocrisie du nouveau délégué de classe, Hyeong-woo, et s'enfuit quelque part.

## Fiche technique
Sauf indication contraire ou complémentaire, les informations mentionnées dans cette section peuvent être confirmées par la base de données de KMDb
- Titre original : 우상의 눈물
- Titre français : Les Larmes de l'idole
- Réalisation : Im Kwon-taek
- Scénario : Song Gil-han, d'après le roman éponyme (ko) de Jeon Sang-guk
- Musique : Jeong Min-seob
- Décors : Kim Yoo-jeon
- Photographie : Jeong Il-seong
- Montage : Kim Hee-soo
- Production : Kim Hwa-sik
- Société de production : Se-kyeong Productions
- Pays de production :  Corée du Sud
- Langue originale : coréen
- Format : couleur — 35 mm
- Genre : drame
- Durée : 100 minutes
- Dates de sortie :
  - Corée du Sud : 4 avril 1982
  - France : 6 janvier 2016 (Cinémathèque)[3]

## Distribution
- Jin Yu-yeong (ko) : Choi Ki-pyo, chef de la classe 8
- Park Geun-hyung (en) : Kwon Dal-ho, professeur principal de la classe 8
- Kim Beom-ki : Yoo-dae, délégué de la classe 8
- Lee Gu-sun (ko) : Hyeong-woo
- Kwon Ki-sun (ko) :  Hye-won, la petite amie de Ki-pyo
- Kim Jeong-sik
- Tae Hyun-sil (en)
- Jeon-seok

## Production
Après avoir écrit le scénario pour le film Deux Moines (1981) de Im Kwon-taek, Song Gil-han adapte le roman 우상의 눈물 (litt. « Larmes de l'idole ») de Jeon Sang-guk, publié dans le numéro du printemps 1980 de la revue trimestrielle 세계의 문학 (litt. « Monde littéraire »),, pour le même réalisateur.
Le réalisateur a filmé cette adaptation avec la même équipe du film Deux moines.

## Accueil
Le consensus global autour du film est qu'il s'agit de l'un des moins aboutis de la filmographie d'Im Kwon-taek. Le réalisateur et critique Jung Sung-il le qualifie de « schématique », mais estime qu'il reflète l'état du cinéma sud-coréen de l'époque, contraint par la censure.
Kim Jin-hyung du journal Gangwon Ilbo partage son opinion, du fait que « le film Orange mécanique de Stanley Kubrick dans la mesure où il traite de la violence des individus et des structures, et invoque un autre mal au nom de la réforme du mal. ».